# Liste der Kulturdenkmale in Waabs
In der Liste der Kulturdenkmale in Waabs sind alle Kulturdenkmale der schleswig-holsteinischen Gemeinde Waabs (Kreis Rendsburg-Eckernförde) und ihrer Ortsteile aufgelistet (Stand: 14. April 2025).
Die Bodendenkmale sind in der Liste der Bodendenkmale in Waabs aufgeführt.

## Legende
In den Spalten befinden sich folgende Informationen:
- Objekt-ID: die Nummer des Kulturdenkmales
- Lage: die Adresse des Kulturdenkmales und die geographischen Koordinaten. Kartenansicht, um Koordinaten zu setzen. In der Kartenansicht sind Kulturdenkmale ohne Koordinaten mit einem roten Marker dargestellt und können in der Karte gesetzt werden. Kulturdenkmale ohne Bild sind mit einem blauen Marker gekennzeichnet, Kulturdenkmale mit Bild mit einem grünen Marker.
- Offizielle Bezeichnung: Bezeichnung des Kulturdenkmales
- Beschreibung: die Beschreibung des Kulturdenkmales
- Bild: ein Bild des Kulturdenkmales

## Sachgesamtheiten
| Objekt-ID      | Lage                                     | Offizielle Bezeichnung | Beschreibung | Bild                             |
| -------------- | ---------------------------------------- | ---------------------- | --- | -------------------------------- |
| 40900 Wikidata | Kirchstraße (54° 32′ 3″ N, 9° 59′ 10″ O) | Kirche St. Marien      | Aktualisierung vorgesehen - Begründung: geschichtlich, künstlerisch, städtebaulich, Kulturlandschaft prägend - Schutzumfang: Kirche St. Marien mit Ausstattung, Kirchhof, Grabmale bis 1870, Baumkranz, Feldsteinwall/-mauer, Kirchhofspforte | weitere Fotos \| Fotos hochladen |

## Bauliche Anlagen
| Objekt-ID      | Lage                                        | Offizielle Bezeichnung                 | Beschreibung | Bild                             |
| -------------- | ------------------------------------------- | -------------------------------------- | --- | -------------------------------- |
| 10519 Wikidata | Gut Karlsminde (54° 30′ 0″ N, 9° 55′ 42″ O) | Gutshaus                               | Alteintragung (Aktualisierung vorgesehen) - Begründung: geschichtlich, künstlerisch - Schutzumfang: gesamtes Objekt - Denkmaltyp: Bauliche Anlage | Fotos hochladen                  |
| 3299 Wikidata  | Kirchstraße 9 (54° 32′ 1″ N, 9° 59′ 9″ O)   | Wohnhaus, ehem. Armenstift             | Alteintragung (Aktualisierung vorgesehen) - Begründung: Alteintragung (Aktualisierung vorgesehen) - Schutzumfang: Alteintragung (Aktualisierung vorgesehen) - Denkmaltyp: Bauliche Anlage | Fotos hochladen                  |
| 4086 Wikidata  | Kirchstraße (54° 32′ 3″ N, 9° 59′ 10″ O)    | Kirche St. Marien mit Ausstattung      | Alteintragung (Aktualisierung vorgesehen) - Begründung: geschichtlich, künstlerisch, städtebaulich - Schutzumfang: gesamtes Objekt - Denkmaltyp: Bauliche Anlage, Sachgesamtheit: Kirche St. Marien | weitere Fotos \| Fotos hochladen |
| 565 Wikidata   | Ludwigsburg (54° 30′ 47″ N, 9° 55′ 54″ O)   | Gut Ludwigsburg: Herrenhaus            | Das Herrenhaus entwickelte sich aus einer Reihe von Vorgängerbauten. Auf eine Wasserburg des 14. Jahrhunderts folgte ab 1590 ein landestypisches Doppelhaus, das von 1730 bis 1740 größtenteils abgebrochen, beziehungsweise zu dem heutigen Barockbau umgestaltet wurde. Von dem Vorgängerbau sind noch heute die Grundmauern und das Kellergeschoss erhalten, dies wird auch im Außenbau deutlich, wo an verschiedenen Stellen im Mauerwerk noch die für die Nordische Renaissance typische Gliederung von Backsteinschichten und horizontalen Sandsteinbändern erhalten ist. Alteintragung (Aktualisierung vorgesehen) - Begründung: Alteintragung (Aktualisierung vorgesehen) - Schutzumfang: Alteintragung (Aktualisierung vorgesehen) - Denkmaltyp: Bauliche Anlage | weitere Fotos \| Fotos hochladen |
| 1338 Wikidata  | Ludwigsburg (54° 30′ 47″ N, 9° 55′ 54″ O)   | Gut Ludwigsburg: Bunte Kammer          | Die Bunte Kammer stammt aus den Vorgängerbau. Es ist ein Raum mit Vertäfelung, die Vertäfelung zeigt 145 emblematische Darstellungen. Erstellt wurde die Kammer im Jahre 1673. Alteintragung (Aktualisierung vorgesehen) - Begründung: Alteintragung (Aktualisierung vorgesehen) - Schutzumfang: Alteintragung (Aktualisierung vorgesehen) - Denkmaltyp: Bauliche Anlage | weitere Fotos \| Fotos hochladen |
| 833 Wikidata   | Ludwigsburg (54° 30′ 47″ N, 9° 55′ 59″ O)   | Gut Ludwigsburg: Torhaus               | Das alte Torhaus des Guts, das noch aus dem 16. Jahrhundert stammt, wurde in späteren Zeiten jedoch mehrfach umgestaltet. Seine Feldseite wird von neun kreuzförmig angeordneten Sandsteintafeln geziert, die unter anderem die Wappen der Rantzaus und der Sehestedt zeigen. Alteintragung (Aktualisierung vorgesehen) - Begründung: Alteintragung (Aktualisierung vorgesehen) - Schutzumfang: Alteintragung (Aktualisierung vorgesehen) - Denkmaltyp: Bauliche Anlage | weitere Fotos \| Fotos hochladen |
| 839 Wikidata   | Ludwigsburg (54° 30′ 50″ N, 9° 55′ 55″ O)   | Gut Ludwigsburg: Krummhaus-Eckbau Nord | Alteintragung (Aktualisierung vorgesehen) - Begründung: Alteintragung (Aktualisierung vorgesehen) - Schutzumfang: Alteintragung (Aktualisierung vorgesehen) - Denkmaltyp: Bauliche Anlage | weitere Fotos \| Fotos hochladen |
| 1232 Wikidata  | Ludwigsburg (54° 30′ 46″ N, 9° 55′ 57″ O)   | Gut Ludwigsburg: Krummhaus-Eckbau Süd  | Alteintragung (Aktualisierung vorgesehen) - Begründung: Alteintragung (Aktualisierung vorgesehen) - Schutzumfang: Alteintragung (Aktualisierung vorgesehen) - Denkmaltyp: Bauliche Anlage | weitere Fotos \| Fotos hochladen |
| 7927 Wikidata  | Ludwigsburg (54° 30′ 46″ N, 9° 55′ 58″ O)   | Gut Ludwigsburg: Mausoleum am Aas-See  | Alteintragung (Aktualisierung vorgesehen) - Begründung: Alteintragung (Aktualisierung vorgesehen) - Schutzumfang: Alteintragung (Aktualisierung vorgesehen) - Denkmaltyp: Bauliche Anlage | weitere Fotos \| Fotos hochladen |
| 42210          | Sophienhof 1 (54° 31′ 18″ N, 9° 56′ 57″ O)  | sog. Herrenhaus                        | Wohnhaus des Meierhofs Sophienhof; 1856; eingeschossiger Putzbau mit Drempel, Satteldach und breitem Mittelrisalit, Fassade in frühen historistischen Formen, 1906 Anbau einer seitlichen Vorfahrtshalle - Begründung: geschichtlich, künstlerisch, Kulturlandschaft prägend - Schutzumfang: sog. Herrenhaus, - Denkmaltyp: Bauliche Anlage | BW                               |

## Gründenkmale
| Objekt-ID      | Lage                                     | Offizielle Bezeichnung                          | Beschreibung | Bild            |
| -------------- | ---------------------------------------- | ----------------------------------------------- | --- | --------------- |
| 13655 Wikidata | Booknis (54° 33′ 17″ N, 10° 0′ 58″ O)    | Hof Booknis: zwei Zufahrtsalleen zum Herrenhaus | Alteintragung (Aktualisierung vorgesehen) - Begründung: geschichtlich - Schutzumfang: gesamtes Objekt - Denkmaltyp: Gründenkmal | Fotos hochladen |
| 22951 Wikidata | Kirchstraße (54° 32′ 3″ N, 9° 59′ 10″ O) | Kirchhof                                        | Alteintragung (Aktualisierung vorgesehen) - Begründung: geschichtlich, Kulturlandschaft prägend - Schutzumfang: Kirchhof, Grabmale bis 1870, Baumkranz, Feldsteinwall/-mauer, Kirchhofspforte - Denkmaltyp: Gründenkmal, Sachgesamtheit: Kirche St. Marien | Fotos hochladen |

## Ehemalige Kulturdenkmale
| Objekt-ID     | Lage                                 | Offizielle Bezeichnung         | Beschreibung | Bild            |
| ------------- | ------------------------------------ | ------------------------------ | ------------ | --------------- |
| 7928 Wikidata | Booknis (54° 33′ 19″ N, 10° 1′ 6″ O) | Hof Booknis: Gutshaus von 1930 |              | Fotos hochladen |

## Quelle
- Liste der Kulturdenkmale in Schleswig-Holstein – Kreis Rendsburg-Eckernförde

- Karte mit allen Koordinaten:
- OSM |
- WikiMap